# Methylglycolacetaat
Methylglycolacetaat is een organische verbinding met als brutoformule C5H10O3. De stof komt voor als kleurloze vloeistof met een kenmerkende, op di-ethylether lijkende geur en is mengbaar met water.

## Toxicologie en veiligheid
Methylglycolacetaat is ontvlambaar en kan boven 45 °C ontplofbare dampen of luchtmengsels vormen. De stof kan waarschijnlijk ontplofbare peroxiden vormen. Ze reageert met sterk oxiderende stoffen en sterke basen.
De damp is matig irriterend voor de ogen. De stof kan effecten hebben op het beenmerg en het centraal zenuwstelsel. Bij blootselling aan een hoge dosis kan de stof ook effecten hebben op het bloed, met als gevolg beschadiging van bloedcellen en een verstoorde werking van de nieren. Blootstelling ver boven de toegestane beroepsmatige blootstellingsgrenzen (5 ppm) kan bewusteloosheid veroorzaken. Op lange termijn kan methylglycolacetaat schadelijk zijn voor de voortplanting of de ontwikkeling bij de mens.